# The Imperfects
The Imperfects è una serie del 2022 creata da Dennis Heaton e Shelley Eriksen che ha debuttato su Netflix l'8 settembre 2022. segue tre giovani adulti che inseguono lo scienziato pazzo che ha manomesso il loro DNA, con conseguenti superpoteri dirompenti. Nel novembre 2022, la serie è stata cancellata dopo una stagione.

## Trama
Tre adulti di Seattle, Abbi, una scienziata, Juan, un fumettista, e Tilda, una cantante, acquisiscono dei strani poteri dopo aver subito una terapia genetica sperimentale. Il trio decide successivamente di dare la caccia allo scienziato responsabile della loro trasformazione, il dottor Alex Sarkov, e costringerlo a renderli di nuovo normali. A loro si unisce la Dr. Sydney Burke, una scienziata che li assiste nella loro ricerca.

## Episodi
| Stagione       | Episodi | Prima TV USA | Prima TV Italia |
| -------------- | ------- | ------------ | --------------- |
| Prima stagione | 10      | 2022         | 2022            |

## Personaggi e interpreti

### Principale
- Dr. Sydney Burke, interpretata da Italia Ricci, doppiata da Francesca Manicone.
Una scienziata ed ex partner del Dr. Sarkov; I due hanno lavorato insieme a un progetto di cellule staminali sintetiche.
- Tilda Weber, interpretata da Morgan Taylor Campbell, doppiata da Ughetta d'Onorascenzo.
Cantante di una band punk rock che sviluppa un udito potenziato e i poteri di una banshee attraverso le urla sonore.
- Abbi Singh, interpretata da Rhianna Jagpal, doppiata da Sara Labidi.
Una studentessa di genetica che sviluppa i poteri di una succube attraverso feromoni che fanno sì che le persone siano attratte in modo incontrollabile e facilmente influenzabili da lei.
- Juan Ruiz, interpretato da Iñaki Godoy, doppiata da Tito Marteddu.
Un fumettista che sviluppa i poteri di un chupacabra cambiando temporaneamente forma.
- Isabel Finch, interpretata da Kyra Zagorsky, doppiata da Tiziana Avarista.
Una donna misteriosa con rancore nei confronti del dottor Sarkov.
- P.J, interpretato da Jedidiah Goodacre, doppiato da Paolo Vivio.
Un chitarrista solista della band punk rock è fidanzato di Tilda.
- Dr. Alex Sarkov, interpretato da Rhys Nicholson, doppiato da Nanni Baldini.
Uno scienziato canaglia che ha sperimentato in modo non etico sui suoi pazienti la terapia con cellule staminali sintetiche, portando molti di loro a sviluppare poteri come effetti collaterali.
- Dr. Hallenbeck, interpretato da Rhys Nicholson, doppiato da Nanni Baldini
Una misteriosa figura collegata al Dr. Sarkov.
- Hannah Moore, interpretata da Celina Martin, doppiata da Arianna Vignoli.
Una barista ed ex "esperimento fallito" del Dr. Sarkov che non ha sviluppato poteri come gli altri pazienti.

### Ricorrente
- Darcy Cobourg, interpretata da Junnicia Lagoutin, doppiata da Letizia Ciampa.
È la fidanzata di Juan.
- Jim Sponson, interpretato da Ron Selmour, doppiato da Paolo Marchese.
Un agente di alto rango della Flux incaricato di dare la caccia agli ex pazienti di Sarkov.
- Dr. Dominique Crain, interpretata da Rekha Sharma, doppiata da Giò Giò Rapattoni.
Capo ufficiale scientifico per l'organizzazione governativa segreta nota come Flux
- Doug, interpretato da Max Lloyd-Jones.
È uno degli ex pazienti del Dr. Sarkov il cui potere di effetti collaterali è la rapida guarigione rigenerativa. Ha il compito di sorvegliare gli altri pazienti di Sarkov.
- Simon, interpretato da Ben Francis.
Un batterista della band punk rock di Tilda.
- Rose, interpretata da Veronica Long.
È una chitarrista ritmica e corista della band punk rock di Tilda.
- Dr. Brian Yake, interpretato da John Cassini.
È un ex collega estraniato del Dr. Burke.
- Dr. Nathaniel Lang, interpretato da Kai Bradbury.
È il leader di un trio di biohacker che danno la caccia agli ex pazienti di Sarkov.
- Qamara, interpretata da Louriza Tronco.
È una biohacker che lavora con Nathaniel.
- Melanie, interpretata da Naika Toussaint.
È una biohacker che lavora con Nathaniel.
- Owen Schultz, interpretato da Wesley MacInnes.
È uno degli ex pazienti del Dr. Sarkov il cui potere di effetti collaterali rende la sua pelle invulnerabile. È anche un auto-dichiarato "supereroe".
- Sonja Benning, interpretata da Jennifer Cheon.
È un'agente della Flux che impersona un agente delle forze dell'ordine.
- Alejandro Ruiz, interpretato da Diego Stredel.
È il fratello maggiore di Juan e padre di Paloma.
- Paloma, interpretata da Danika Athenea Williston.
È la nipote precoce di Juan e figlia di Alejandro e Renata.
- Betsy, interpretata da Michelle Morgan.
È la madre di Zoe, che sta cercando la figlia scomparsa.
- Zoe, interpretata da MaeMae Renfrow.
È una delle ex pazienti del Dr. Sarkov il cui potere di effetto collaterale è l'elettrocinesi. Non è in grado di controllare le sue abilità, il che si traduce nella morte di più persone.
- Ben Singh, interpretato da Siddhartha Minhas.
È il fratello minore di Abbi.
- Dr. Monday, interpretata da Kandyse McClure.
È una roboticista che sviluppa una nuova forma avanzata di nanorobotica.
- Renata, interpretata da Manuela Sosa.
È la moglie di Alejandro e madre di Paloma.

## Produzione

### Sviluppo
Il 16 aprile 2021, Netflix ha ordinato una stagione composta da 10 episodi.
Nel 2022 la serie viene cancellata dopo una sola stagione.